# ۴-هیدروکسی‌بنزوئیک اسید
۴-هیدروکسی بنزوئیک اسید (به انگلیسی: 4-Hydroxybenzoic acid) با فرمول شیمیایی C۷H۶O۳ یک ترکیب شیمیایی است. که جرم مولی آن ۱۳۸٫۱۲ g/mol می‌باشد. 